# Siegfried Ebel
Pour les articles homonymes, voir Ebel (homonymie).
Siegfried Ebel (né le 3 février 1934 à Schmölln, Thuringe et mort le 29 juillet 2019 à Wurtzbourg) est un pharmacien allemand et professeur de chimie pharmaceutique à l'université de Wurtzbourg,.

## Carrière universitaire
Ebel étudie à l'université Philippe de Marbourg à partir de 1956. Il y termine ses études de pharmacie en 1959 et ses études de chimie en 1961. Trois ans plus tard, il obtient son doctorat à l'Institut de chimie pharmaceutique et de chimie alimentaire sous la direction de H. Böhme (de). Siegfried Ebel prépare ensuite son habilitation à Marburg jusqu'en 1968. Durant cette période, il obtient son troisième diplôme avec l'examen principal de chimie alimentaire.
Le scientifique reste à l'Université de Marbourg en 1969 pour y occuper son premier poste de professeur. Deux ans plus tard, il est nommé chef du département de chimie pharmaceutique. Au début des années 1970, Ebel travaille sur le contrôle informatique en chimie analytique,,. Son travail dans ce domaine lui vaut une reconnaissance internationale. Ebel reçoit des commandes de l'industrie pour des analyses de lubrifiants et de protection des cultures. En 1977, il fonde l'Institut de dépistage des drogues en Thaïlande et est également actif en Asie les années suivantes, par exemple en occupant des postes de professeur invité en Indonésie.
En 1982, Ebel est nommé à l'université de Wurtzbourg pour succéder à Carl Heinz Brieskorn (de). Son domaine de travail comprend, entre autres, l'analyse des médicaments et des médicaments ainsi que l'automatisation de cette analyse et du traitement des données impliqué. Il se consacre également aux différentes méthodes d'analyse et à leurs couplages. À Wurtzbourg, comme auparavant à Marbourg, Ebel est élu doyen de sa faculté.